# Egesina fujiwarai
Egesina fujiwarai là một loài bọ cánh cứng trong họ Cerambycidae.